# 서울 경전철 위례신사선
서울 경전철 위례신사선(-輕電鐵慰禮新沙線)은 위례중앙역과 신사역을 잇는 서울 경전철 노선이다. 2021년에 착공을 계획했다.

## 개요
위례신도시 사업에 따라 국토교통부와 서울특별시가 추진하는 서울 경전철 사업이다. 위례신도시에서 신사역을 잇는다. 당초 용산역까지 운행하는 위례용산선으로 계획되어 추진됐지만, 용산국제업무지구 좌초 이후 현재의 노선으로 수정되었다.
초기에는 복정~신용산 구간에 자기부상방식으로 삼성물산에서 민간투자사업을 최초 제안하여 이끌었으나, 삼성그룹 경영전략의 내부 사정으로 중도 포기하였고, 당시 삼성물산 컨소시엄의 차순위 건설 투자자였던 GS건설이 사업을 승계하여 주관하고 있다.